# ليام أوبراين (لاعب هوكي الجليد)
ليام أوبراين هو لاعب هوكي الجليد كندي، ولد في 29 يوليو 1994 في هاليفاكس في كندا.

## وصلات خارجية
- ليام أوبراين على موقع دوري الهوكي الوطني (الإنجليزية)
- ليام أوبراين على موقع EliteProspects.com (الإنجليزية)
- ليام أوبراين على موقع HockeyDB.com (الإنجليزية)
- ليام أوبراين على موقع Hockey-Reference.com (الإنجليزية)